# فهرست قنات‌های شهرستان مرند
جدول زیر بر اساس آمار وزارت جهاد کشاورزیتهیه شده‌است. فهرست زیر قنات‌های شهرستان مرند در استان آذربایجان شرقی را نشان می‌دهد.
| نام قنات                  | موقعیت                     | نزدیک‌ترین روستا       | طول قنات (متر) | تعداد میله چاه | عمق مادر چاه | دبی (لیتر بر ثانیه) | سطح زیر کشت (هکتار) |
| ------------------------- | -------------------------- | --------------------- | -------------- | -------------- | ------------ | ------------------- | ------------------- |
| آغ کهریز                  | بخش یامچی شهرستان مرند     | یکان کهریزی           | ۱۸۰۰           | ۷۹             | ۴۵           | ۸                   | ۲۰                  |
| ائل کهریزی                | بخش یامچی شهرستان مرند     | یکان کهریزی           | ۱۵۰۰           | ۴۰             | ۳۵           | ۵                   | ۵۰                  |
| اباذر                     | بخش یامچی شهرستان مرند     | یکان علیا             | ۱۵۰            | ۸              | ۱۵           | ۲                   | ۱۰                  |
| ابوطالب                   | بخش یامچی شهرستان مرند     | یکان علیا             | ۵۵۰            | ۲۲             | ۲۵           | ۰                   | ۱۵                  |
| ادی گوزل                  | بخش یامچی شهرستان مرند     | یکان کهریز            | ۷۰۰            | ۱۵             | ۲۵           | ۲                   | ۱۶                  |
| اراکهریز                  | بخش یامچی شهرستان مرند     | یکان علیا             | ۲۰۰            | ۵              | ۱۵           | ۲                   | ۱۰                  |
| اراکهریز                  | بخش یامچی شهرستان مرند     | نیوار-چرچر            | ۰              | ۰              | ۰            | ۱۰                  | ۵                   |
| اروخ لو                   | بخش یامچی شهرستان مرند     | یامچی                 | ۴۵۰            | ۲۲             | ۵            | ۱۰                  | ۲۰                  |
| ازون سو                   | بخش یامچی شهرستان مرند     | گله بان               | ۰              | ۰              | ۰            | ۲                   | ۵۰                  |
| اسان کهریز                | بخش یامچی شهرستان مرند     | یکان علیا             | ۲۵۰۰           | ۵۲             | ۳۲           | ۲                   | ۵۰                  |
| اسدکهریزی                 | بخش یامچی شهرستان مرند     | یکان علیا             | ۱۵۰            | ۸              | ۱۵           | ۲                   | ۱۰                  |
| اسماعیل خان               | بخش مرکزی شهرستان مرند     | اردکلو                | ۱۰۰۰           | ۴۵             | ۲۰           | ۲۰                  | ۳۰                  |
| اسماعیل قلی               | بخش مرکزی شهرستان مرند     | گلین قیه              | ۰              | ۸              | ۱۰           | ۵                   | ۲۵                  |
| اسماعیل‌آباد (حسین‌آباد )   | بخش مرکزی شهرستان مرند     | تازه کندآخوند         | ۱۲۰۰           | ۵۲             | ۳۰           | ۱۴                  | ۶۰                  |
| اشاغاکهریزی               | بخش یامچی شهرستان مرند     | یکان گدی              | ۶۰۰            | ۳۰             | ۳۵           | ۲                   | ۲۰                  |
| اشاغی کهریز               | بخش مرکزی شهرستان مرند     | ینگجه سادات           | ۰              | ۵              | ۹            | ۰                   | ۱۴                  |
| اشاغی کهریز               | بخش مرکزی شهرستان مرند     | کراب                  | ۰              | ۱۲             | ۱۲           | ۲                   | ۱۰                  |
| اشاقی                     | بخش مرکزی شهرستان مرند     | هرزندجدید             | ۰              | ۱۰             | ۱۲           | ۵                   | ۳۰                  |
| اشاقی کهریز               | بخش مرکزی شهرستان مرند     | یارتین                | ۰              | ۲۰             | ۱۰           | ۲                   | ۱۰                  |
| اصغردبیرنیا               | بخش مرکزی شهرستان مرند     | زنوز                  | ۰              | ۱۳             | ۹            | ۱۰                  | ۲۵                  |
| اقا چشمه                  | بخش بناب مرند شهرستان مرند | زرغان                 | ۳۰۰            | ۱۴             | ۱۵           | ۱۲                  | ۱۲۰                 |
| ال کهریزی                 | بخش مرکزی شهرستان مرند     | بهرام                 | ۹۴۰            | ۲۵             | ۲۱           | ۲۰                  | ۲۰۰                 |
| الصوات                    | بخش مرکزی شهرستان مرند     | کندلج                 | ۵۰۰            | ۲۵             | ۲۴           | ۱۸                  | ۱۰۰                 |
| اناهیر                    | بخش مرکزی شهرستان مرند     | ابرغان                | ۱۵۰۰           | ۴۰             | ۲۵           | ۱۵                  | ۲۰۰                 |
| اناکهریز                  | بخش مرکزی شهرستان مرند     | ابرغان                | ۴۵۰            | ۲۲             | ۲۵           | ۱۲                  | ۲۰۰                 |
| اوزون گل                  | بخش بناب مرند شهرستان مرند | زرغان                 | ۱۲۰            | ۶              | ۱۰           | ۸                   | ۱۰                  |
| اوش تپه                   | بخش مرکزی شهرستان مرند     | گلین قیه              | ۰              | ۳۰             | ۱۷           | ۵                   | ۲۰                  |
| ایل کهریزی                | بخش مرکزی شهرستان مرند     | قره تپه               | ۰              | ۶              | ۸            | ۰                   | ۵                   |
| بازرگان کهریزی            | بخش مرکزی شهرستان مرند     | قره تپه               | ۰              | ۱۷             | ۷            | ۰                   | ۲۵                  |
| باش کهریز                 | بخش مرکزی شهرستان مرند     | بمرزندجدید            | ۰              | ۱۵             | ۱۲           | ۵                   | ۱۵                  |
| برجیک                     | بخش یامچی شهرستان مرند     | مرکیه خرابه           | ۴۵۰            | ۲۰             | ۲۲           | ۰                   | ۱۰                  |
| بنو                       | بخش مرکزی شهرستان مرند     | ساری تپه              | ۲۰۰            | ۷              | ۵            | ۷                   | ۳۰                  |
| بهت بانو                  | بخش یامچی شهرستان مرند     | یکان علیا             | ۱۵۰            | ۱۵             | ۱۸           | ۲                   | ۱۰                  |
| بورقه                     | بخش مرکزی شهرستان مرند     | هرزندجدید             | ۰              | ۱۲             | ۱۲           | ۵                   | ۱۵                  |
| بیانلو                    | بخش یامچی شهرستان مرند     | یکان علیا             | ۷۰۰            | ۲۴             | ۲۴           | ۲                   | ۱۵                  |
| بیشه                      | بخش مرکزی شهرستان مرند     | زنوز                  | ۰              | ۱۳             | ۱۷           | ۵                   | ۲۵                  |
| بیک کهریز                 | بخش یامچی شهرستان مرند     | یکان کهریز            | ۲۵۰۰           | ۵۰             | ۳۵           | ۰                   | ۵۰                  |
| بیگ کهریزی                | بخش مرکزی شهرستان مرند     | دیزج علیا             | ۱۸۵۰           | ۳۶             | ۴۰           | ۵۰                  | ۳۰۰                 |
| تاروردی                   | بخش یامچی شهرستان مرند     | یکان علیا             | ۳۰۰            | ۱۲             | ۱۸           | ۵                   | ۱۵                  |
| تازه کهریز                | بخش مرکزی شهرستان مرند     | زال                   | ۰              | ۲۶             | ۱۰           | ۲                   | ۱۲                  |
| تازه کهریز                | بخش مرکزی شهرستان مرند     | هرزندجدید             | ۰              | ۵              | ۱۲           | ۵                   | ۲۰                  |
| تازه کهریز                | بخش یامچی شهرستان مرند     | یکان علیا             | ۷۰۰            | ۲۵             | ۲۰           | ۲                   | ۱۵                  |
| تازه کهریز                | بخش مرکزی شهرستان مرند     | گلین قیه              | ۰              | ۲۵             | ۱۲           | ۱۰                  | ۲۵                  |
| تازه کهریزپایین           | بخش یامچی شهرستان مرند     | نیوار-تازه کند        | ۱۱۰۰           | ۴۶             | ۲۲           | ۱۸                  | ۱۰۰                 |
| تمرا                      | بخش مرکزی شهرستان مرند     | زنوز                  | ۰              | ۷              | ۱۱           | ۱۰                  | ۱۸                  |
| توتی قوان (چشمه)          | بخش یامچی شهرستان مرند     | لیوار                 | ۰              | ۰              | ۰            | ۲                   | ۲۰                  |
| توکلی کهریزی              | بخش مرکزی شهرستان مرند     | دیزج یکان             | ۴۰۰            | ۱۶             | ۲۱           | ۱۵                  | ۵۰                  |
| تکه دوندران (چشمه)        | بخش یامچی شهرستان مرند     | لیوار                 | ۰              | ۰              | ۰            | ۵                   | ۳۰                  |
| جعفرقلی                   | بخش یامچی شهرستان مرند     | یکان کهریز            | ۶۰۰            | ۱۰             | ۲۵           | ۵                   | ۱۰                  |
| جوادسلطان لو              | بخش یامچی شهرستان مرند     | یکان کهریزی           | ۱۵۰۰           | ۴۰             | ۴۰           | ۱۰                  | ۱۰                  |
| حاج اسماعیل               | بخش مرکزی شهرستان مرند     | زنوز                  | ۰              | ۱۳             | ۱۴           | ۰                   | ۲۵                  |
| حاج عابدین                | بخش مرکزی شهرستان مرند     | ساری تپه              | ۶۰۰            | ۱۸             | ۱۳           | ۱۵                  | ۳۷                  |
| حاج علی آقا               | بخش مرکزی شهرستان مرند     | زنوز                  | ۰              | ۱۱             | ۱۴           | ۱۰                  | ۲۲                  |
| حاج علی اصغر              | بخش مرکزی شهرستان مرند     | اردکلو                | ۱۲۰۰           | ۵۰             | ۲۲           | ۴۵                  | ۶۰                  |
| حاج علی قلی کهریزی        | بخش مرکزی شهرستان مرند     | بهرام                 | ۹۰۰            | ۲۵             | ۱۷           | ۱۱۸                 | ۱۲۰                 |
| حاج قربان کهریزی          | بخش یامچی شهرستان مرند     | روم قویوسی            | ۶۰۰            | ۳۰             | ۳۲           | ۵                   | ۳۰                  |
| حاج محمدکهریزی            | بخش مرکزی شهرستان مرند     | دیزج علیا             | ۲۰۰۰           | ۴۵             | ۴۰           | ۲۰                  | ۶۰                  |
| حاج محمود بالا            | بخش یامچی شهرستان مرند     | نیوار-تازه کند        | ۱۰۰۰           | ۴۵             | ۲۵           | ۲۰                  | ۱۴۰                 |
| حاج محموداشاقی            | بخش مرکزی شهرستان مرند     | تازه کندآخوندو لیوار  | ۱۱۰۰           | ۴۶             | ۲۲           | ۲۶                  | ۱۰۰                 |
| حاج محمودیوخاری           | بخش مرکزی شهرستان مرند     | تازه کندآخوندو لیوار  | ۱۰۰۰           | ۴۵             | ۲۵           | ۳۰                  | ۱۴۰                 |
| حاج همت علی               | بخش یامچی شهرستان مرند     | شامقلی علی            | ۱۲۰۰           | ۴۵             | ۴۵           | ۷                   | ۴۰                  |
| حاجی تقی جدید             | بخش یامچی شهرستان مرند     | شامقلی علی            | ۱۶۰۰           | ۴۵             | ۴۵           | ۲                   | ۳۰                  |
| حاجی حسین                 | بخش مرکزی شهرستان مرند     | چرچر                  | ۰              | ۳۰             | ۱۲           | ۲۰                  | ۷                   |
| حاجی خداوردی              | بخش مرکزی شهرستان مرند     | چرچر                  | ۰              | ۳۰             | ۱۷           | ۲۰                  | ۷                   |
| حاجی ستار                 | بخش مرکزی شهرستان مرند     | چرچر                  | ۰              | ۳۰             | ۹            | ۱۵                  | ۳۵                  |
| حاجی ستار                 | بخش یامچی شهرستان مرند     | نیوار-تازه کند        | ۰              | ۰              | ۰            | ۱۵                  | ۶۰                  |
| حسن بیگ                   | بخش مرکزی شهرستان مرند     | کندلج                 | ۱۷۰۰           | ۵۵             | ۴۰           | ۳۰                  | ۷۰                  |
| حسن‌آباد                   | بخش مرکزی شهرستان مرند     | ملایوسف               | ۱۵۰۰           | ۳۲             | ۲۲           | ۳۵                  | ۱۰۰                 |
| حسین آقا                  | بخش مرکزی شهرستان مرند     | کندلج                 | ۱۰۰۰           | ۶۰             | ۴۵           | ۲۲                  | ۱۰۰                 |
| حسین کارکن                | بخش مرکزی شهرستان مرند     | زنوز                  | ۰              | ۱۰             | ۱۴           | ۵                   | ۲۰                  |
| حسین‌آباد                  | بخش مرکزی شهرستان مرند     | گلین قیه              | ۰              | ۱۰             | ۸            | ۲                   | ۱۰                  |
| حصار کهریزی               | بخش مرکزی شهرستان مرند     | دیزج یکان             | ۹۰۰            | ۴۲             | ۳۰           | ۲۰                  | ۱۰۰                 |
| حمداله کهریز              | بخش یامچی شهرستان مرند     | یکان کهریزی           | ۱۵۰۰           | ۲۵             | ۴۰           | ۲                   | ۳۰                  |
| حمیدکهریزی                | بخش مرکزی شهرستان مرند     | زال                   | ۰              | ۹              | ۱۷           | ۰                   | ۱۵                  |
| خاله خوندی                | بخش مرکزی شهرستان مرند     | بمرزندجدید            | ۰              | ۲۰             | ۱۲           | ۵                   | ۳۲                  |
| خامی                      | بخش مرکزی شهرستان مرند     | بمرزندجدید            | ۰              | ۱۷             | ۱۰           | ۵                   | ۲۵                  |
| خامی                      | بخش مرکزی شهرستان مرند     | قره تپه               | ۰              | ۶              | ۱۷           | ۱۰                  | ۲۰                  |
| خان کهریزی                | بخش یامچی شهرستان مرند     | یکان کهریزی           | ۵۰۰            | ۲۰             | ۳۰           | ۲                   | ۲۰                  |
| خان کهریزی                | بخش مرکزی شهرستان مرند     | دیزج علیا             | ۶۰۰            | ۲۰             | ۲۰           | ۱۵                  | ۱۵۰                 |
| خان کهریزی                | بخش مرکزی شهرستان مرند     | کندلج                 | ۶۰۰            | ۱۷             | ۱۵           | ۲۵                  | ۱۲۰                 |
| خان کهریزی                | بخش یامچی شهرستان مرند     | یکان گدی              | ۱۵۰۰           | ۳۶             | ۲۵           | ۵                   | ۳۰                  |
| خرمشاه                    | بخش یامچی شهرستان مرند     | لیوار                 | ۶۰۰            | ۲۰             | ۱۶           | ۱۲                  | ۸۰                  |
| خرپشته                    | بخش مرکزی شهرستان مرند     | گلین قیه              | ۰              | ۲۰             | ۱۲           | ۲                   | ۱۷                  |
| خلیل‌آباد                  | بخش یامچی شهرستان مرند     | یکان علیا             | ۱۰۰            | ۴              | ۱۵           | ۰                   | ۱۰                  |
| دادچشمه                   | بخش مرکزی شهرستان مرند     | اسداغی                | ۱۰۰            | ۲              | ۷            | ۱۵                  | ۳۰۰                 |
| داش قاباغی                | بخش مرکزی شهرستان مرند     | چرچر                  | ۰              | ۴۰             | ۱۲           | ۱۵                  | ۲۸                  |
| دانشورآباد                | بخش مرکزی شهرستان مرند     | دیزج علیا             | ۵۵۰            | ۲۵             | ۳۰           | ۱۲                  | ۹۵                  |
| درق                       | بخش یامچی شهرستان مرند     | لیوار                 | ۱۱۰۰           | ۳۶             | ۲۱           | ۱۲                  | ۱۰۰                 |
| درق                       | بخش مرکزی شهرستان مرند     | دیده بان              | ۵۵۰            | ۱۵             | ۱۳           | ۱۲                  | ۲۰۵                 |
| درنجی                     | بخش مرکزی شهرستان مرند     | کندلج                 | ۱۱۰۰           | ۳۵             | ۳۵           | ۳۰                  | ۱۰۰                 |
| دره چمن                   | بخش مرکزی شهرستان مرند     | زنوز                  | ۰              | ۱۳             | ۱۱           | ۵                   | ۲۱                  |
| دره کهریزی                | بخش یامچی شهرستان مرند     | یکان کهریزی           | ۱۰۰۰           | ۶۰             | ۴۰           | ۲                   | ۳۰                  |
| دلمه                      | بخش مرکزی شهرستان مرند     | قره تپه               | ۰              | ۱۲             | ۱۰           | ۰                   | ۱۵                  |
| دوازده چرک                | بخش یامچی شهرستان مرند     | لیوار                 | ۹۰۰            | ۴۰             | ۱۶           | ۱۴                  | ۱۰۰                 |
| دولبین                    | بخش یامچی شهرستان مرند     | لیوار                 | ۶۳۰            | ۲۱             | ۱۸           | ۱۰                  | ۶۰                  |
| دیزج                      | بخش مرکزی شهرستان مرند     | قره تپه               | ۰              | ۱۶             | ۱۰           | ۱۰                  | ۴۰                  |
| دینلر                     | بخش مرکزی شهرستان مرند     | قره تپه               | ۰              | ۲۵             | ۱۲           | ۱۰                  | ۱۰                  |
| رجب کهریزی                | بخش یامچی شهرستان مرند     | یکان علیا             | ۱۷۰۰           | ۵۰             | ۳۰           | ۲                   | ۳۰                  |
| رزاق‌آباد                  | بخش مرکزی شهرستان مرند     | دیزج علیا             | ۵۰۰            | ۱۷             | ۱۵           | ۱۲                  | ۶                   |
| روم قویوسی                | بخش یامچی شهرستان مرند     | روم قویوسی            | ۱۰۰            | ۴              | ۱۴           | ۲                   | ۲۰                  |
| زرشک درسی                 | بخش مرکزی شهرستان مرند     | زنوز                  | ۰              | ۱۱             | ۱۰           | ۵                   | ۲۲                  |
| زنه                       | بخش مرکزی شهرستان مرند     | گلین قیه              | ۰              | ۳              | ۸۰           | ۲                   | ۱۲                  |
| زیران نو                  | بخش مرکزی شهرستان مرند     | چایکسن                | ۰              | ۶              | ۸            | ۰                   | ۱۵                  |
| سلطان                     | بخش مرکزی شهرستان مرند     | بمرزندجدید            | ۰              | ۲۶             | ۱۲           | ۵                   | ۴۰                  |
| سمن ورن دره               | بخش بناب مرند شهرستان مرند | زرغان                 | ۱۵۰            | ۶              | ۱۲           | ۱۰                  | ۱۰۰                 |
| سودلو                     | بخش مرکزی شهرستان مرند     | قره تپه               | ۰              | ۸              | ۱۰           | ۰                   | ۷                   |
| سیدلر                     | بخش مرکزی شهرستان مرند     | زنوز                  | ۰              | ۱۱             | ۱۴           | ۵                   | ۱۵                  |
| سیه لرکهریزی              | بخش مرکزی شهرستان مرند     | زال                   | ۰              | ۲۰             | ۱۷           | ۵                   | ۱۰                  |
| شامقلی سفلی               | بخش یامچی شهرستان مرند     | شامقلی علی            | ۱۰۰            | ۴۰             | ۳۰           | ۲                   | ۲۰                  |
| شامقلی علیا قدیم          | بخش یامچی شهرستان مرند     | شامقلی علیا           | ۵۰۰            | ۴۰             | ۴۰           | ۲                   | ۱۵                  |
| شاه رضا                   | بخش مرکزی شهرستان مرند     | زال                   | ۰              | ۲۰             | ۱۹           | ۸                   | ۷                   |
| شاهلوق                    | بخش مرکزی شهرستان مرند     | انامق                 | ۳۵۰            | ۸              | ۷            | ۴۵                  | ۶۰                  |
| شترکش                     | بخش مرکزی شهرستان مرند     | دیزج علیا             | ۶۰۰            | ۱۵             | ۱۸           | ۲۵                  | ۲۰۰                 |
| شرغیتن                    | بخش مرکزی شهرستان مرند     | ابرغان                | ۹۰۰            | ۲۹             | ۲۲           | ۱۸                  | ۲۰۰                 |
| شورکهریز                  | بخش مرکزی شهرستان مرند     | تازه کندآخوند         | ۹۰۰            | ۴۲             | ۳۰           | ۱۵                  | ۴۰                  |
| شورکهریزی                 | بخش مرکزی شهرستان مرند     | عریان تپه             | ۰              | ۱۸             | ۱۵           | ۲                   | ۱۷                  |
| شیخ عالی بیگ              | بخش مرکزی شهرستان مرند     | ساری تپه              | ۱۰۰۰           | ۴۵             | ۱۸           | ۱۲                  | ۴۵                  |
| صادق خان                  | بخش مرکزی شهرستان مرند     | بهرام                 | ۸۵۰            | ۲۳             | ۱۸           | ۲۴                  | ۹۰                  |
| عباس‌آباد                  | بخش یامچی شهرستان مرند     | یکان کهریزی           | ۹۰۰۰           | ۳۲             | ۴۵           | ۰                   | ۱۰                  |
| عباس‌آباد                  | بخش مرکزی شهرستان مرند     | گلین قیه              | ۰              | ۱۲             | ۱۲           | ۳                   | ۱۵                  |
| عباس‌آباد                  | بخش مرکزی شهرستان مرند     | قره تپه               | ۰              | ۱۰             | ۷            | ۱۰                  | ۳۰                  |
| عرب کهریزی                | بخش یامچی شهرستان مرند     | یکان کهریزی           | ۲۰۰            | ۸              | ۱۶           | ۲                   | ۱۰                  |
| علی اکبر سلطان            | بخش یامچی شهرستان مرند     | شامقلی علیا           | ۸۰۰            | ۴۰             | ۳۸           | ۵                   | ۲۰                  |
| علی خان                   | بخش یامچی شهرستان مرند     | یکان علیا             | ۳۰۰            | ۱۵             | ۲۳           | ۰                   | ۱۵                  |
| علی سورمی                 | بخش مرکزی شهرستان مرند     | زنوزق                 | ۰              | ۶              | ۷            | ۰                   | ۳۵                  |
| علی‌آباد                   | بخش مرکزی شهرستان مرند     | عریان تپه             | ۰              | ۲۰             | ۱۵           | ۲                   | ۱۳                  |
| غلامرضا                   | بخش مرکزی شهرستان مرند     | زنوز                  | ۰              | ۱۸             | ۱۷           | ۰                   | ۱۹                  |
| فاطمه خاتون               | بخش مرکزی شهرستان مرند     | ملایوسف               | ۱۰۰۰           | ۲۵             | ۱۶           | ۲۲                  | ۱۲۰                 |
| فتحعلی سلطان              | بخش یامچی شهرستان مرند     | یکان گدی              | ۱۸۰۰           | ۴۰             | ۳۰           | ۱                   | ۳۵                  |
| فرح                       | بخش مرکزی شهرستان مرند     | بمرزندجدید            | ۰              | ۱۲             | ۱۵           | ۲                   | ۲۰                  |
| فیتیف کهریزی              | بخش مرکزی شهرستان مرند     | تازه کندآخوند و باروح | ۱۲۰۰           | ۲۵             | ۱۲           | ۰                   | ۸۰                  |
| قانلی کهریز               | بخش یامچی شهرستان مرند     | یکان علیا             | ۲۰۰            | ۱۰             | ۱۵           | ۲                   | ۱۰                  |
| قدیرآباد                  | بخش مرکزی شهرستان مرند     | دیزج علیا             | ۸۰۰            | ۳۱             | ۴۰           | ۱۵                  | ۱۰۰                 |
| قراش (دفی کهریز)          | بخش مرکزی شهرستان مرند     | ملایوسف               | ۱۲۰۰           | ۳۲             | ۱۸           | ۳۰                  | ۲۰۰                 |
| قره بلاغ                  | بخش مرکزی شهرستان مرند     | زمهریر                | ۰              | ۶              | ۱۰           | ۱۰                  | ۷۵                  |
| قره چانقل                 | بخش مرکزی شهرستان مرند     | جلگه زاوه             | ۶۰۰            | ۳۲             | ۱۱           | ۱۵                  | ۶۰                  |
| قزابلر                    | بخش یامچی شهرستان مرند     | یکان کهریز            | ۷۰۰            | ۱۶             | ۲۵           | ۲                   | ۱۵                  |
| قلعه اسحق                 | بخش مرکزی شهرستان مرند     | دیزج علیا             | ۳۰۰            | ۱۰             | ۱۸           | ۱۰                  | ۴۰                  |
| قله                       | بخش مرکزی شهرستان مرند     | هرزندجدید             | ۰              | ۱۰             | ۸            | ۵                   | ۱۰                  |
| قوت آغاجی                 | بخش یامچی شهرستان مرند     | لیوار                 | ۱۸۰۰           | ۵۵             | ۲۸           | ۴۵                  | ۱۵۰                 |
| قورخ                      | بخش مرکزی شهرستان مرند     | هرزندعتیق             | ۰              | ۱۰             | ۱۲           | ۵                   | ۱۰                  |
| قوشاکسن                   | بخش مرکزی شهرستان مرند     | دیزج قربان            | ۰              | ۸              | ۱۰           | ۵                   | ۱۸                  |
| قوچعلی                    | بخش یامچی شهرستان مرند     | یکان گدی              | ۱۵۰۰           | ۴۰             | ۴۵           | ۵                   | ۳۰                  |
| قویولوغا                  | بخش یامچی شهرستان مرند     | یکان علیا             | ۴۰۰            | ۲۵             | ۳۵           | ۰                   | ۱۰                  |
| لطفعلی گونی               | بخش یامچی شهرستان مرند     | یکان کهریز            | ۵۰۰            | ۱۶             | ۲۰           | ۱۲                  | ۲۰                  |
| لوجاگوزی                  | بخش مرکزی شهرستان مرند     | دیزج قربان            | ۰              | ۱۳             | ۱۰           | ۲                   | ۱۲                  |
| محراب                     | بخش مرکزی شهرستان مرند     | کندلج                 | ۶۶۰            | ۲۲             | ۲۰           | ۲۵                  | ۷۵                  |
| محمدامین بالا             | بخش یامچی شهرستان مرند     | یکان علیا             | ۴۰۰            | ۱۵             | ۲۵           | ۱                   | ۱۰                  |
| محمدامین پایین            | بخش یامچی شهرستان مرند     | یکان علیا             | ۴۵۰            | ۱۲             | ۲۴           | ۱                   | ۱۰                  |
| محمدکهریزی                | بخش مرکزی شهرستان مرند     | کندلج                 | ۵۰۰            | ۱۸             | ۱۵           | ۰                   | ۲۰                  |
| مختار کهریزی              | بخش مرکزی شهرستان مرند     | کراب                  | ۰              | ۷              | ۹            | ۲                   | ۱۲                  |
| مزه                       | بخش یامچی شهرستان مرند     | لیوار                 | ۱۴۰۰           | ۴۵             | ۱۹           | ۱۷                  | ۱۲۰                 |
| مزکیه                     | بخش مرکزی شهرستان مرند     | گلین قیه              | ۱۲             | ۲۰             | ۱۲           | ۵                   | ۱۰                  |
| مشهدباغ                   | بخش مرکزی شهرستان مرند     | زنوز                  | ۰              | ۱۲             | ۱۵           | ۸                   | ۱۸                  |
| مشهدی محمود رحیم‌آباد      | بخش یامچی شهرستان مرند     | لیوار                 | ۸۵۰            | ۲۵             | ۱۳           | ۱۲                  | ۷۰                  |
| مصطفی کهریزی              | بخش یامچی شهرستان مرند     | یکان کهریز            | ۱۵۰۰           | ۳۰             | ۲۰           | ۲                   | ۲۰                  |
| مغلر                      | بخش یامچی شهرستان مرند     | مغلر                  | ۷۰۰            | ۴۰             | ۴۰           | ۵                   | ۳۰                  |
| ملشکه                     | بخش یامچی شهرستان مرند     | یکان کهریز            | ۳۰۰            | ۸              | ۱۶           | ۲                   | ۱۰                  |
| منتج                      | بخش مرکزی شهرستان مرند     | دیزج یکان             | ۱۸۰۰           | ۵۷             | ۴۲           | ۲۰                  | ۱۲۰                 |
| مومن                      | بخش مرکزی شهرستان مرند     | گلین قیه              | ۰              | ۲۵             | ۱۲           | ۲                   | ۱۵                  |
| مکه منک                   | بخش یامچی شهرستان مرند     | یکان علیا             | ۹۲۰            | ۴۰             | ۳۲           | ۵                   | ۳۰                  |
| میرحسین کهریزی            | بخش یامچی شهرستان مرند     | یکان کهریز            | ۱۰۰۰           | ۲۵             | ۳۰           | ۱۰                  | ۵۰                  |
| میرزااقااشاقی             | بخش مرکزی شهرستان مرند     | دیزج علیا             | ۶۰۰            | ۲۰             | ۲۰           | ۱۸                  | ۱۵۰                 |
| میرزاحسن کهریز            | بخش یامچی شهرستان مرند     | یکان علیا             | ۴۵۰            | ۱۵             | ۱۸           | ۲                   | ۱۰                  |
| میزرارحیم خان             | بخش مرکزی شهرستان مرند     | بهرام                 | ۱۰۰۰           | ۲۸             | ۳۰           | ۲۰                  | ۷۰                  |
| نایب کهریزی               | بخش مرکزی شهرستان مرند     | دیزج علیا             | ۵۰۰            | ۱۲             | ۱۵           | ۱۲                  | ۱۰۰                 |
| نخودبیگ                   | بخش مرکزی شهرستان مرند     | دیزج یکان             | ۷۰۰            | ۲۸             | ۱۲           | ۱۵                  | ۱۵۰                 |
| نصیرآباد                  | بخش یامچی شهرستان مرند     | یکان کهریز            | ۴۰۰            | ۱۲             | ۱۶           | ۰                   | ۱۰                  |
| نورمحمدکهریزی             | بخش مرکزی شهرستان مرند     | دیزج یکان             | ۵۰۰            | ۲۰             | ۱۵           | ۱۶                  | ۱۰۰                 |
| نوع سر                    | بخش بناب مرند شهرستان مرند | زرغان                 | ۳۰۰            | ۱۲             | ۱۲           | ۱۰                  | ۶                   |
| وزیرکهریزی                | بخش مرکزی شهرستان مرند     | دیزج علیا             | ۵۰۰            | ۱۶             | ۱۸           | ۱۵                  | ۱۵۰                 |
| وصله خانه                 | بخش مرکزی شهرستان مرند     | بهرام                 | ۵۵۰            | ۱۱             | ۸            | ۲۲                  | ۲۰۰                 |
| ولی کهریزی                | بخش مرکزی شهرستان مرند     | زال                   | ۰              | ۱۴             | ۹            | ۰                   | ۱۲                  |
| ولی یار                   | بخش مرکزی شهرستان مرند     | هرزندجدید             | ۰              | ۱۰             | ۱۰           | ۱۰                  | ۲۵                  |
| وکیل باشی                 | بخش مرکزی شهرستان مرند     | زنوز                  | ۰              | ۱۰             | ۱۲           | ۱۰                  | ۲۸                  |
| پشته                      | بخش مرکزی شهرستان مرند     | دیزج قربان            | ۰              | ۶              | ۸            | ۲                   | ۱۰                  |
| پیران                     | بخش مرکزی شهرستان مرند     | هرزندجدید             | ۰              | ۸              | ۸            | ۵                   | ۱۰                  |
| چای کهریزی                | بخش یامچی شهرستان مرند     | یکان گدی              | ۲۰۰            | ۱۰             | ۱۰           | ۰                   | ۱۵                  |
| چای کهریزی                | بخش مرکزی شهرستان مرند     | دیزج قربان            | ۰              | ۲۰             | ۱۶           | ۲                   | ۱۰                  |
| چایکسن                    | بخش مرکزی شهرستان مرند     | چایکسن                | ۰              | ۱۰             | ۱۱           | ۰                   | ۲۴                  |
| چرخی                      | بخش یامچی شهرستان مرند     | یکان کهریز            | ۱۵۰            | ۵              | ۱۶           | ۰                   | ۱۰                  |
| چرچر                      | بخش یامچی شهرستان مرند     | یکان علیا             | ۳۰۰            | ۱۰             | ۲۴           | ۰                   | ۱۰                  |
| چشمه (کندکهریزی)          | بخش بناب مرند شهرستان مرند | زرغان                 | ۹۰۰            | ۴۵             | ۲۰           | ۲۲                  | ۲۶۰                 |
| چشمه کهریزی               | بخش مرکزی شهرستان مرند     | ملایوسف               | ۶۰۰            | ۲۲             | ۱۴           | ۲۵                  | ۶۰                  |
| چشمه کهریزی               | بخش مرکزی شهرستان مرند     | کندلج                 | ۶۰۰            | ۲۰             | ۴۰           | ۲۰                  | ۱۰۰                 |
| چشمه کهریزی               | بخش مرکزی شهرستان مرند     | ساری تپه              | ۵۰۰            | ۹              | ۶            | ۱۰                  | ۵۰                  |
| چمن کهریزی                | بخش یامچی شهرستان مرند     | یکان علیا             | ۵۰۰            | ۱۲             | ۲۰           | ۲                   | ۲۰                  |
| کاظم‌آباد بزرگ و کوچک      | بخش مرکزی شهرستان مرند     | کندلج                 | ۳۰۰۰           | ۱۴۰            | ۶۰           | ۳۵                  | ۸۰                  |
| کدکهریزی                  | بخش مرکزی شهرستان مرند     | پراسحق                | ۰              | ۱۷             | ۱۰           | ۵                   | ۱۴                  |
| کدکهریزی                  | بخش مرکزی شهرستان مرند     | کراب                  | ۰              | ۱۰             | ۹            | ۵                   | ۱۰                  |
| کدکهریزی                  | بخش مرکزی شهرستان مرند     | ینگجه سادات           | ۰              | ۶              | ۸            | ۲                   | ۱۰                  |
| کدکهریزی                  | بخش مرکزی شهرستان مرند     | زال                   | ۰              | ۲۵             | ۲۵           | ۲                   | ۱۵                  |
| کربلا میرحسین             | بخش مرکزی شهرستان مرند     | انامق                 | ۲۵۰            | ۱۲             | ۱۲           | ۰                   | ۴۰                  |
| کربلائی ابراهیم           | بخش یامچی شهرستان مرند     | شامقلی علیا           | ۲۰۰۰           | ۴۵             | ۴۵           | ۱۰                  | ۴۰                  |
| کربلائی محمد              | بخش یامچی شهرستان مرند     | یکان کهریز            | ۲۵۰۰           | ۳۰             | ۳۰           | ۱۲                  | ۵۰                  |
| کربلامحمدکهریزی           | بخش مرکزی شهرستان مرند     | دیزج قربان            | ۰              | ۱۴             | ۱۰           | ۵                   | ۳۵                  |
| کلیتر                     | بخش مرکزی شهرستان مرند     | زنوزق                 | ۰              | ۸              | ۱۰           | ۰                   | ۴۵                  |
| کندالتی                   | بخش مرکزی شهرستان مرند     | دیزج قربان            | ۰              | ۶              | ۱۰           | ۵                   | ۲۰                  |
| کندکهریزی                 | بخش مرکزی شهرستان مرند     | سیوان                 | ۷۵۰            | ۲۵             | ۱۲           | ۲۵                  | ۸۰                  |
| کندکهریزی                 | بخش مرکزی شهرستان مرند     | دیده بان              | ۷۵۰            | ۲۲             | ۱۷           | ۱۲                  | ۴۵                  |
| کندکهریزی                 | بخش مرکزی شهرستان مرند     | نوجه ده شیخلر         | ۶۵۰            | ۲۰             | ۱۳           | ۲۰                  | ۲۰۰                 |
| کندکهریزی                 | بخش مرکزی شهرستان مرند     | گلجار                 | ۳۰۰            | ۷              | ۹            | ۰                   | ۱۰                  |
| کندکهریزی                 | بخش مرکزی شهرستان مرند     | گلجار                 | ۳۰۰            | ۷              | ۹            | ۰                   | ۱۰                  |
| کندکهریزی                 | بخش مرکزی شهرستان مرند     | مجنون‌آباد             | ۳۵۰            | ۱۴             | ۱۰           | ۱۵                  | ۴۰                  |
| کندکهریزی                 | بخش مرکزی شهرستان مرند     | چایکسن                | ۰              | ۹              | ۷            | ۵                   | ۱۸                  |
| کندکهریزی                 | بخش مرکزی شهرستان مرند     | تازه کندآخوند         | ۱۲۰۰           | ۵۳             | ۲۸           | ۲۵                  | ۱۱۰                 |
| کندکهریزی                 | بخش یامچی شهرستان مرند     | یکان گدی              | ۵۰۰            | ۲۰             | ۱۵           | ۵                   | ۱۵                  |
| کهریز پیام                | بخش مرکزی شهرستان مرند     | پیام                  | ۱۰۰۰           | ۲۲             | ۱۸           | ۲۰                  | ۸۰                  |
| کهریزجواش                 | بخش مرکزی شهرستان مرند     | جواش                  | ۵۰۰            | ۲۰             | ۱۲           | ۱۰                  | ۱۰۰                 |
| کورکهریزی                 | بخش مرکزی شهرستان مرند     | کندلج                 | ۷۰۰            | ۲۵             | ۲۵           | ۸                   | ۱۰۰                 |
| کولی کهریزی               | بخش مرکزی شهرستان مرند     | کراب                  | ۰              | ۹              | ۱۲           | ۵                   | ۱۶                  |
| گردج وسط                  | بخش یامچی شهرستان مرند     | یامچی                 | ۷۵۰            | ۳۰             | ۳۵           | ۰                   | ۳۰                  |
| گروج بالا باباسلطان کهریز | بخش یامچی شهرستان مرند     | یامچی                 | ۹۰۰            | ۳۴             | ۴۴           | ۱۵                  | ۰                   |
| گروج پایین                | بخش یامچی شهرستان مرند     | یامچی                 | ۰              | ۰              | ۰            | ۱۰                  | ۳۰                  |
| گلی باغ                   | بخش مرکزی شهرستان مرند     | دیزج یکان             | ۶۰۰            | ۲۲             | ۲۰           | ۲۰                  | ۵۰                  |
| گلی بلاغی                 | بخش یامچی شهرستان مرند     | یکان کهریز            | ۶۰۰            | ۲۰             | ۱۲           | ۳                   | ۱۵                  |
| گلی کهریزی                | بخش مرکزی شهرستان مرند     | دیزج علیا             | ۳۰۰            | ۹              | ۱۶           | ۱۰                  | ۱۰                  |
| گنبدکهریزی                | بخش بناب مرند شهرستان مرند | اردکلو                | ۲۰۰۰           | ۷۰             | ۳۲           | ۲۵                  | ۱۸۰                 |
| گوجه سلطان کهریزی         | بخش مرکزی شهرستان مرند     | دیزج یکان             | ۱۱۰۰           | ۴۸             | ۳۰           | ۲۲                  | ۲۵                  |
| گونی کهریزی               | بخش یامچی شهرستان مرند     | یکان کهریز            | ۷۵۰            | ۱۹             | ۴۵           | ۰                   | ۱۸                  |
| گوی بند                   | بخش مرکزی شهرستان مرند     | زنوز                  | ۰              | ۹              | ۱۴           | ۱۰                  | ۲۰                  |
| گوی بند                   | بخش مرکزی شهرستان مرند     | زنوز                  | ۰              | ۸              | ۹            | ۱۰                  | ۱۷                  |
| یارغیب                    | بخش یامچی شهرستان مرند     | یکان کهریز            | ۱۰۰۰           | ۲۵             | ۳۵           | ۷                   | ۴۰                  |
| یامچی                     | بخش یامچی شهرستان مرند     | یکان کهریز            | ۱۸۰۰           | ۱۷             | ۴۵           | ۵                   | ۳۵                  |
| ینگجه کهریزی              | بخش یامچی شهرستان مرند     | ینگجه یارانمش         | ۱۲۰۰           | ۲۴             | ۳۰           | ۲                   | ۳۰                  |
| یوخاری                    | بخش مرکزی شهرستان مرند     | پراسحق                | ۰              | ۱۰             | ۸            | ۰                   | ۱۰                  |
| یوخاری                    | بخش مرکزی شهرستان مرند     | چایکسن                | ۰              | ۸              | ۱۰           | ۰                   | ۲۵                  |
| یوخاری کهریز              | بخش یامچی شهرستان مرند     | یکان علیا             | ۳۶۰            | ۱۲             | ۲۵           | ۲                   | ۱۰                  |
| یوخاری کهریز              | بخش مرکزی شهرستان مرند     | کراب                  | ۰              | ۶              | ۸            | ۲                   | ۱۵                  |
| یوخاری کهریز              | بخش مرکزی شهرستان مرند     | گلین قیه              | ۰              | ۹              | ۸            | ۵                   | ۲۰                  |
| یوخاری کهریز              | بخش مرکزی شهرستان مرند     | یارتین                | ۰              | ۸              | ۱۵           | ۴                   | ۱۵                  |
| یوخاری کهریزی             | بخش مرکزی شهرستان مرند     | کراب                  | ۰              | ۱۶             | ۱۲           | ۲                   | ۱۷                  |
| یول دلو                   | بخش مرکزی شهرستان مرند     | قره تپه               | ۰              | ۲۵             | ۱۰           | ۵                   | ۲۵                  |
| یومورداش                  | بخش یامچی شهرستان مرند     | یکان کهریز            | ۵۰۰            | ۲۲             | ۲۰           | ۰                   | ۲۰                  |